# 38 레다

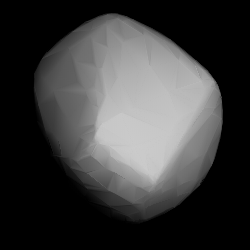
38 레다의 광도 곡선을 기반으로 한 3차원 모델

38 레다는 1856년 1월 12일 프랑스 천문학자 장 샤코르낙이 발견한 크고 어두운 소행성대의 소행성으로, 그리스 신화에 나오는 헬레네의 어머니인 레다의 이름을 따서 명명되었다. 톨렌 분류 체계에서는 탄소질 C형 소행성 으로 분류되는 반면, 버스 소행성 분류 체계에서는 이 소행성를 Cgh 소행성으로 분류했다.